# 무인운반차

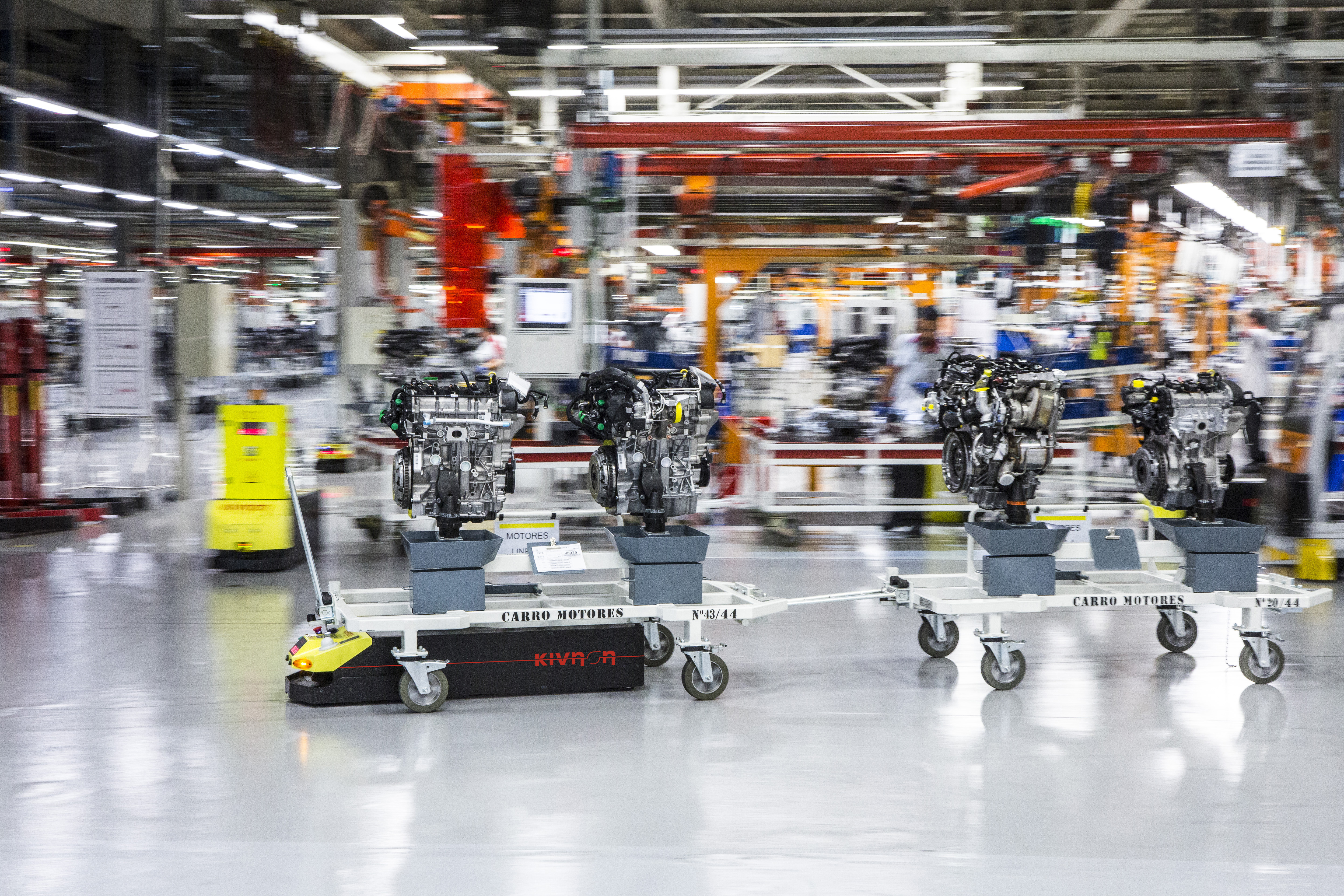

무인운반차, AGV(Automated Guided Vehicle)는 AMR(Autonomous Mobile Robot)과 달리 바닥에 표시된 긴 선이나 전선을 따라 이동하거나 전파, 비전 카메라, 자석 또는 레이저를 사용하여 탐색하는 휴대용 로봇이다. 이는 공장이나 창고와 같은 대규모 산업 건물 주변에서 무거운 자재를 운반하기 위해 산업 응용 분야에서 가장 자주 사용된다. 무인운반차의 적용은 20세기 후반에 확대되었다.

## 같이 보기
- 무인궤도교통
- 자동 열차 운전 장치
- 무인 항공기